# Паклене улице 3
Паклене улице 3: Трка кроз Токио (енгл. The Fast and the Furious: Tokyo Drift) амерички је акциони филм о уличним ауто-тркама из 2006. године. Трећи је део истоименог култног десетоделног серијала филмова.

## Радња
Након што је потпуно уништио свој ауто у илегалној уличној трци, Шон Бозвел (Лукас Влек) је послат да живи у Токио, Јапан, са својим оцем, официром у Америчкој ратној морнарици, да би избегао дом за малолетнике или у најгорем случају затвор. У школи се спријатељује са Твинкијем (Џејмс Бау вау Вост), који га уводи у свет дрифт трка у Јапану. Иако су трке забрањене, он одлучује да се трка са Такашијем (Брајан Ти) званим Д. К. (Дрифт Краљ) који је повезан са Јакузама. Позајмљује Нисан Силвију од Хан Сеул-О-а (Сунг Канг), Такашијевог тренутног пословног партнера и губи, притом потпуно уништавајући његов ауто због тога што није знао шта су дрифт трке — трке које укључују опасне оштре кривине. Да би вратио свој дуг за ауто који је уништио, Шон је морао да ради за Хана. Касније је Хан постао пријатељ са Шоном и учи младог тркача како да дрифта. Такашијев ујак Камата (Сони Киба), који је шеф Јакузама, жестоко опомиње Такашија зато што је дозволио да Хан краде од њега. Такаши се суочава са Ханом, Шоном и Нилом (Натали Кели), након чега они беже. Током потере, Хан је погинуо у саобраћајној несрећи у својој Вејлсајд Мазди RX-7. Такаши, Шон и његов отац долазе у оружани сукоб који је решен Нилином одлуком да напусти Такашија. Твинки даје свој новац Шону да врати новац који је Хан украо, који Шон на крају враћа Камати. Шон предлаже Камати трку против Такашија да одлуче ко ће напустити Токио. Шон и Ханови пријатељи затим завршавају Форд Мустанг ’67, са I6 мотором са Нисан Скајлајна и осталим резервним деловима. Шон побеђује у трци против Такашија. Касније, Шона је изазвао неименовани возач: Доминик Торето (Вин Дизел).

## Улоге
| Глумац      | Улога      |
| ----------- | ---------- |
| Лукас Блек  | Шон Бозвел |
| Сунг Канг   | Хан Сеул-О |
| Бау Вау     | Твинки     |
| Натали Кели | Нила       |